# شالاکوشا
شالاکوشا (به لاتین: Shalakusha) یک منطقهٔ مسکونی در روسیه است که در بخش نیاندومسکی واقع شده‌است.